# Rast (Novi Pazar)
Pour les articles homonymes, voir Rast.
Rast (en serbe cyrillique : Раст) est un village de Serbie situé sur le territoire de la ville de Novi Pazar, district de Raška. Au recensement de 2011, il comptait 54 habitants.

## Démographie
| 1948 | 1953 | 1961 | 1971 | 1981 | 1991 | 2002 | 2011 |
| ---- | ---- | ---- | ---- | ---- | ---- | ---- | ---- |
| 105  | 104  | 104  | 113  | 83   | 67   | 51   | 54   |

|  |